# Stoutenburght
De Stoutenburght of Olt Stoutenburght in Blesdijke in de Nederlandse provincie Friesland is een fantasiekasteel in aanbouw van Gregorius (Gerry) Halman (1948) alias Gregorius van Stoutenburght.
In 1990 begon Halman met het bouwwerk naast zijn woning. De bouwvergunning werd twee jaar later pas verleend. Het kasteel wordt gebouwd van oude bouwmaterialen zoals bakstenen en klinkers uit oude rijkswegen. Gradus de Vent (1926-2017), die jaren de overbuurman was, heeft ongeveer 250.000 stenen gebikt. Het bouwwerk is anno 2024 26 meter hoog en telt 5 verdiepingen. Halman laat zich onder meer inspireren door de Romaanse bouwkunst.
Vele malen hebben de regionale media aandacht geschonken aan Halmans project. Ook was het landelijk te zien in onder andere Joris' Showroom (2010), Man bijt hond en Hart van Nederland (2024).
Het kasteel is op afspraak te bezichtigen en af te huren voor bruiloften en dergelijke.